# JWH-148
JWH-148，化学名N-正丙基-2-甲基-3-(4-甲基-1-萘甲酰基)吲哚，分子式C
24H
23NO，属于萘甲酰基吲哚类JWH系列大麻素，是大麻素受体CB1和CB2的激动剂。